# Лесной (Камчатский край)
Лесно́й — посёлок в Елизовском районе Камчатского края России. Административный центр Новолесновского сельского поселения.

## География
Ближайшие населённые пункты и расстояния до них
- Березняки — 3 км,
- Южные Коряки — 7 км,
- Зелёный — 10 км,
- Коряки — 12 км,
- Северные Коряки — 16 км.

Расстояния до районного и краевого центров
- до районного (Елизово) — 25 км,
- до краевого (Петропавловск-Камчатский) — 49 км.

Расстояние до ближайшего аэропорта
- аэропорт Елизово — 30 км.

## Население
| 2002 | 2010 | 2012 | 2013 | 2015 | 2016 | 2018 |
| ---- | ---- | ---- | ---- | ---- | ---- | ---- |
| 1082 | ↘957 | ↗965 | ↗973 | ↘949 | ↘945 | ↘921 |
| 2020 |      |      |      |      |      |      |
| ↘914 |      |      |      |      |      |      |

### Половой состав
По данным переписи 2010 года, в посёлке проживало 448 мужчин (46,8 %) и 509 женщин (53,2 %).

## Улицы
| - ул. Заречная, - ул. Зелёная, - пер. Камчатский, - ул. Лесная, | - пер. Лесной, - ул. Магистральная, - ул. Октябрьская, - ул. Почтовая, | - ул. Чапаева, - ул. Школьная, - ул. Шоссейная. |